# Attaque Barry
Cet article utilise la notation algébrique pour décrire des coups du jeu d'échecs.
|   | a | b | c | d | e | f | g | h |   |
| 8 | Tour noire sur case blanche a8 · Cavalier noir sur case noire b8 · Fou noir sur case blanche c8 · Dame noire sur case noire d8 · Tour noire sur case noire f8 · Roi noir sur case blanche g8 · Pion noir sur case noire a7 · Pion noir sur case blanche b7 · Pion noir sur case noire c7 · Pion noir sur case noire e7 · Pion noir sur case blanche f7 · Fou noir sur case noire g7 · Pion noir sur case blanche h7 · Cavalier noir sur case noire f6 · Pion noir sur case blanche g6 · Pion noir sur case blanche d5 · Pion blanc sur case noire d4 · Fou blanc sur case noire f4 · Cavalier blanc sur case noire c3 · Pion blanc sur case noire e3 · Cavalier blanc sur case blanche f3 · Pion blanc sur case blanche a2 · Pion blanc sur case noire b2 · Pion blanc sur case blanche c2 · Fou blanc sur case blanche e2 · Pion blanc sur case noire f2 · Pion blanc sur case blanche g2 · Pion blanc sur case noire h2 · Tour blanche sur case noire a1 · Dame blanche sur case blanche d1 · Roi blanc sur case noire e1 · Tour blanche sur case blanche h1 | Tour noire sur case blanche a8 · Cavalier noir sur case noire b8 · Fou noir sur case blanche c8 · Dame noire sur case noire d8 · Tour noire sur case noire f8 · Roi noir sur case blanche g8 · Pion noir sur case noire a7 · Pion noir sur case blanche b7 · Pion noir sur case noire c7 · Pion noir sur case noire e7 · Pion noir sur case blanche f7 · Fou noir sur case noire g7 · Pion noir sur case blanche h7 · Cavalier noir sur case noire f6 · Pion noir sur case blanche g6 · Pion noir sur case blanche d5 · Pion blanc sur case noire d4 · Fou blanc sur case noire f4 · Cavalier blanc sur case noire c3 · Pion blanc sur case noire e3 · Cavalier blanc sur case blanche f3 · Pion blanc sur case blanche a2 · Pion blanc sur case noire b2 · Pion blanc sur case blanche c2 · Fou blanc sur case blanche e2 · Pion blanc sur case noire f2 · Pion blanc sur case blanche g2 · Pion blanc sur case noire h2 · Tour blanche sur case noire a1 · Dame blanche sur case blanche d1 · Roi blanc sur case noire e1 · Tour blanche sur case blanche h1 | Tour noire sur case blanche a8 · Cavalier noir sur case noire b8 · Fou noir sur case blanche c8 · Dame noire sur case noire d8 · Tour noire sur case noire f8 · Roi noir sur case blanche g8 · Pion noir sur case noire a7 · Pion noir sur case blanche b7 · Pion noir sur case noire c7 · Pion noir sur case noire e7 · Pion noir sur case blanche f7 · Fou noir sur case noire g7 · Pion noir sur case blanche h7 · Cavalier noir sur case noire f6 · Pion noir sur case blanche g6 · Pion noir sur case blanche d5 · Pion blanc sur case noire d4 · Fou blanc sur case noire f4 · Cavalier blanc sur case noire c3 · Pion blanc sur case noire e3 · Cavalier blanc sur case blanche f3 · Pion blanc sur case blanche a2 · Pion blanc sur case noire b2 · Pion blanc sur case blanche c2 · Fou blanc sur case blanche e2 · Pion blanc sur case noire f2 · Pion blanc sur case blanche g2 · Pion blanc sur case noire h2 · Tour blanche sur case noire a1 · Dame blanche sur case blanche d1 · Roi blanc sur case noire e1 · Tour blanche sur case blanche h1 | Tour noire sur case blanche a8 · Cavalier noir sur case noire b8 · Fou noir sur case blanche c8 · Dame noire sur case noire d8 · Tour noire sur case noire f8 · Roi noir sur case blanche g8 · Pion noir sur case noire a7 · Pion noir sur case blanche b7 · Pion noir sur case noire c7 · Pion noir sur case noire e7 · Pion noir sur case blanche f7 · Fou noir sur case noire g7 · Pion noir sur case blanche h7 · Cavalier noir sur case noire f6 · Pion noir sur case blanche g6 · Pion noir sur case blanche d5 · Pion blanc sur case noire d4 · Fou blanc sur case noire f4 · Cavalier blanc sur case noire c3 · Pion blanc sur case noire e3 · Cavalier blanc sur case blanche f3 · Pion blanc sur case blanche a2 · Pion blanc sur case noire b2 · Pion blanc sur case blanche c2 · Fou blanc sur case blanche e2 · Pion blanc sur case noire f2 · Pion blanc sur case blanche g2 · Pion blanc sur case noire h2 · Tour blanche sur case noire a1 · Dame blanche sur case blanche d1 · Roi blanc sur case noire e1 · Tour blanche sur case blanche h1 | Tour noire sur case blanche a8 · Cavalier noir sur case noire b8 · Fou noir sur case blanche c8 · Dame noire sur case noire d8 · Tour noire sur case noire f8 · Roi noir sur case blanche g8 · Pion noir sur case noire a7 · Pion noir sur case blanche b7 · Pion noir sur case noire c7 · Pion noir sur case noire e7 · Pion noir sur case blanche f7 · Fou noir sur case noire g7 · Pion noir sur case blanche h7 · Cavalier noir sur case noire f6 · Pion noir sur case blanche g6 · Pion noir sur case blanche d5 · Pion blanc sur case noire d4 · Fou blanc sur case noire f4 · Cavalier blanc sur case noire c3 · Pion blanc sur case noire e3 · Cavalier blanc sur case blanche f3 · Pion blanc sur case blanche a2 · Pion blanc sur case noire b2 · Pion blanc sur case blanche c2 · Fou blanc sur case blanche e2 · Pion blanc sur case noire f2 · Pion blanc sur case blanche g2 · Pion blanc sur case noire h2 · Tour blanche sur case noire a1 · Dame blanche sur case blanche d1 · Roi blanc sur case noire e1 · Tour blanche sur case blanche h1 | Tour noire sur case blanche a8 · Cavalier noir sur case noire b8 · Fou noir sur case blanche c8 · Dame noire sur case noire d8 · Tour noire sur case noire f8 · Roi noir sur case blanche g8 · Pion noir sur case noire a7 · Pion noir sur case blanche b7 · Pion noir sur case noire c7 · Pion noir sur case noire e7 · Pion noir sur case blanche f7 · Fou noir sur case noire g7 · Pion noir sur case blanche h7 · Cavalier noir sur case noire f6 · Pion noir sur case blanche g6 · Pion noir sur case blanche d5 · Pion blanc sur case noire d4 · Fou blanc sur case noire f4 · Cavalier blanc sur case noire c3 · Pion blanc sur case noire e3 · Cavalier blanc sur case blanche f3 · Pion blanc sur case blanche a2 · Pion blanc sur case noire b2 · Pion blanc sur case blanche c2 · Fou blanc sur case blanche e2 · Pion blanc sur case noire f2 · Pion blanc sur case blanche g2 · Pion blanc sur case noire h2 · Tour blanche sur case noire a1 · Dame blanche sur case blanche d1 · Roi blanc sur case noire e1 · Tour blanche sur case blanche h1 | Tour noire sur case blanche a8 · Cavalier noir sur case noire b8 · Fou noir sur case blanche c8 · Dame noire sur case noire d8 · Tour noire sur case noire f8 · Roi noir sur case blanche g8 · Pion noir sur case noire a7 · Pion noir sur case blanche b7 · Pion noir sur case noire c7 · Pion noir sur case noire e7 · Pion noir sur case blanche f7 · Fou noir sur case noire g7 · Pion noir sur case blanche h7 · Cavalier noir sur case noire f6 · Pion noir sur case blanche g6 · Pion noir sur case blanche d5 · Pion blanc sur case noire d4 · Fou blanc sur case noire f4 · Cavalier blanc sur case noire c3 · Pion blanc sur case noire e3 · Cavalier blanc sur case blanche f3 · Pion blanc sur case blanche a2 · Pion blanc sur case noire b2 · Pion blanc sur case blanche c2 · Fou blanc sur case blanche e2 · Pion blanc sur case noire f2 · Pion blanc sur case blanche g2 · Pion blanc sur case noire h2 · Tour blanche sur case noire a1 · Dame blanche sur case blanche d1 · Roi blanc sur case noire e1 · Tour blanche sur case blanche h1 | Tour noire sur case blanche a8 · Cavalier noir sur case noire b8 · Fou noir sur case blanche c8 · Dame noire sur case noire d8 · Tour noire sur case noire f8 · Roi noir sur case blanche g8 · Pion noir sur case noire a7 · Pion noir sur case blanche b7 · Pion noir sur case noire c7 · Pion noir sur case noire e7 · Pion noir sur case blanche f7 · Fou noir sur case noire g7 · Pion noir sur case blanche h7 · Cavalier noir sur case noire f6 · Pion noir sur case blanche g6 · Pion noir sur case blanche d5 · Pion blanc sur case noire d4 · Fou blanc sur case noire f4 · Cavalier blanc sur case noire c3 · Pion blanc sur case noire e3 · Cavalier blanc sur case blanche f3 · Pion blanc sur case blanche a2 · Pion blanc sur case noire b2 · Pion blanc sur case blanche c2 · Fou blanc sur case blanche e2 · Pion blanc sur case noire f2 · Pion blanc sur case blanche g2 · Pion blanc sur case noire h2 · Tour blanche sur case noire a1 · Dame blanche sur case blanche d1 · Roi blanc sur case noire e1 · Tour blanche sur case blanche h1 | 8 |
| 7 | Tour noire sur case blanche a8 · Cavalier noir sur case noire b8 · Fou noir sur case blanche c8 · Dame noire sur case noire d8 · Tour noire sur case noire f8 · Roi noir sur case blanche g8 · Pion noir sur case noire a7 · Pion noir sur case blanche b7 · Pion noir sur case noire c7 · Pion noir sur case noire e7 · Pion noir sur case blanche f7 · Fou noir sur case noire g7 · Pion noir sur case blanche h7 · Cavalier noir sur case noire f6 · Pion noir sur case blanche g6 · Pion noir sur case blanche d5 · Pion blanc sur case noire d4 · Fou blanc sur case noire f4 · Cavalier blanc sur case noire c3 · Pion blanc sur case noire e3 · Cavalier blanc sur case blanche f3 · Pion blanc sur case blanche a2 · Pion blanc sur case noire b2 · Pion blanc sur case blanche c2 · Fou blanc sur case blanche e2 · Pion blanc sur case noire f2 · Pion blanc sur case blanche g2 · Pion blanc sur case noire h2 · Tour blanche sur case noire a1 · Dame blanche sur case blanche d1 · Roi blanc sur case noire e1 · Tour blanche sur case blanche h1 | Tour noire sur case blanche a8 · Cavalier noir sur case noire b8 · Fou noir sur case blanche c8 · Dame noire sur case noire d8 · Tour noire sur case noire f8 · Roi noir sur case blanche g8 · Pion noir sur case noire a7 · Pion noir sur case blanche b7 · Pion noir sur case noire c7 · Pion noir sur case noire e7 · Pion noir sur case blanche f7 · Fou noir sur case noire g7 · Pion noir sur case blanche h7 · Cavalier noir sur case noire f6 · Pion noir sur case blanche g6 · Pion noir sur case blanche d5 · Pion blanc sur case noire d4 · Fou blanc sur case noire f4 · Cavalier blanc sur case noire c3 · Pion blanc sur case noire e3 · Cavalier blanc sur case blanche f3 · Pion blanc sur case blanche a2 · Pion blanc sur case noire b2 · Pion blanc sur case blanche c2 · Fou blanc sur case blanche e2 · Pion blanc sur case noire f2 · Pion blanc sur case blanche g2 · Pion blanc sur case noire h2 · Tour blanche sur case noire a1 · Dame blanche sur case blanche d1 · Roi blanc sur case noire e1 · Tour blanche sur case blanche h1 | Tour noire sur case blanche a8 · Cavalier noir sur case noire b8 · Fou noir sur case blanche c8 · Dame noire sur case noire d8 · Tour noire sur case noire f8 · Roi noir sur case blanche g8 · Pion noir sur case noire a7 · Pion noir sur case blanche b7 · Pion noir sur case noire c7 · Pion noir sur case noire e7 · Pion noir sur case blanche f7 · Fou noir sur case noire g7 · Pion noir sur case blanche h7 · Cavalier noir sur case noire f6 · Pion noir sur case blanche g6 · Pion noir sur case blanche d5 · Pion blanc sur case noire d4 · Fou blanc sur case noire f4 · Cavalier blanc sur case noire c3 · Pion blanc sur case noire e3 · Cavalier blanc sur case blanche f3 · Pion blanc sur case blanche a2 · Pion blanc sur case noire b2 · Pion blanc sur case blanche c2 · Fou blanc sur case blanche e2 · Pion blanc sur case noire f2 · Pion blanc sur case blanche g2 · Pion blanc sur case noire h2 · Tour blanche sur case noire a1 · Dame blanche sur case blanche d1 · Roi blanc sur case noire e1 · Tour blanche sur case blanche h1 | Tour noire sur case blanche a8 · Cavalier noir sur case noire b8 · Fou noir sur case blanche c8 · Dame noire sur case noire d8 · Tour noire sur case noire f8 · Roi noir sur case blanche g8 · Pion noir sur case noire a7 · Pion noir sur case blanche b7 · Pion noir sur case noire c7 · Pion noir sur case noire e7 · Pion noir sur case blanche f7 · Fou noir sur case noire g7 · Pion noir sur case blanche h7 · Cavalier noir sur case noire f6 · Pion noir sur case blanche g6 · Pion noir sur case blanche d5 · Pion blanc sur case noire d4 · Fou blanc sur case noire f4 · Cavalier blanc sur case noire c3 · Pion blanc sur case noire e3 · Cavalier blanc sur case blanche f3 · Pion blanc sur case blanche a2 · Pion blanc sur case noire b2 · Pion blanc sur case blanche c2 · Fou blanc sur case blanche e2 · Pion blanc sur case noire f2 · Pion blanc sur case blanche g2 · Pion blanc sur case noire h2 · Tour blanche sur case noire a1 · Dame blanche sur case blanche d1 · Roi blanc sur case noire e1 · Tour blanche sur case blanche h1 | Tour noire sur case blanche a8 · Cavalier noir sur case noire b8 · Fou noir sur case blanche c8 · Dame noire sur case noire d8 · Tour noire sur case noire f8 · Roi noir sur case blanche g8 · Pion noir sur case noire a7 · Pion noir sur case blanche b7 · Pion noir sur case noire c7 · Pion noir sur case noire e7 · Pion noir sur case blanche f7 · Fou noir sur case noire g7 · Pion noir sur case blanche h7 · Cavalier noir sur case noire f6 · Pion noir sur case blanche g6 · Pion noir sur case blanche d5 · Pion blanc sur case noire d4 · Fou blanc sur case noire f4 · Cavalier blanc sur case noire c3 · Pion blanc sur case noire e3 · Cavalier blanc sur case blanche f3 · Pion blanc sur case blanche a2 · Pion blanc sur case noire b2 · Pion blanc sur case blanche c2 · Fou blanc sur case blanche e2 · Pion blanc sur case noire f2 · Pion blanc sur case blanche g2 · Pion blanc sur case noire h2 · Tour blanche sur case noire a1 · Dame blanche sur case blanche d1 · Roi blanc sur case noire e1 · Tour blanche sur case blanche h1 | Tour noire sur case blanche a8 · Cavalier noir sur case noire b8 · Fou noir sur case blanche c8 · Dame noire sur case noire d8 · Tour noire sur case noire f8 · Roi noir sur case blanche g8 · Pion noir sur case noire a7 · Pion noir sur case blanche b7 · Pion noir sur case noire c7 · Pion noir sur case noire e7 · Pion noir sur case blanche f7 · Fou noir sur case noire g7 · Pion noir sur case blanche h7 · Cavalier noir sur case noire f6 · Pion noir sur case blanche g6 · Pion noir sur case blanche d5 · Pion blanc sur case noire d4 · Fou blanc sur case noire f4 · Cavalier blanc sur case noire c3 · Pion blanc sur case noire e3 · Cavalier blanc sur case blanche f3 · Pion blanc sur case blanche a2 · Pion blanc sur case noire b2 · Pion blanc sur case blanche c2 · Fou blanc sur case blanche e2 · Pion blanc sur case noire f2 · Pion blanc sur case blanche g2 · Pion blanc sur case noire h2 · Tour blanche sur case noire a1 · Dame blanche sur case blanche d1 · Roi blanc sur case noire e1 · Tour blanche sur case blanche h1 | Tour noire sur case blanche a8 · Cavalier noir sur case noire b8 · Fou noir sur case blanche c8 · Dame noire sur case noire d8 · Tour noire sur case noire f8 · Roi noir sur case blanche g8 · Pion noir sur case noire a7 · Pion noir sur case blanche b7 · Pion noir sur case noire c7 · Pion noir sur case noire e7 · Pion noir sur case blanche f7 · Fou noir sur case noire g7 · Pion noir sur case blanche h7 · Cavalier noir sur case noire f6 · Pion noir sur case blanche g6 · Pion noir sur case blanche d5 · Pion blanc sur case noire d4 · Fou blanc sur case noire f4 · Cavalier blanc sur case noire c3 · Pion blanc sur case noire e3 · Cavalier blanc sur case blanche f3 · Pion blanc sur case blanche a2 · Pion blanc sur case noire b2 · Pion blanc sur case blanche c2 · Fou blanc sur case blanche e2 · Pion blanc sur case noire f2 · Pion blanc sur case blanche g2 · Pion blanc sur case noire h2 · Tour blanche sur case noire a1 · Dame blanche sur case blanche d1 · Roi blanc sur case noire e1 · Tour blanche sur case blanche h1 | Tour noire sur case blanche a8 · Cavalier noir sur case noire b8 · Fou noir sur case blanche c8 · Dame noire sur case noire d8 · Tour noire sur case noire f8 · Roi noir sur case blanche g8 · Pion noir sur case noire a7 · Pion noir sur case blanche b7 · Pion noir sur case noire c7 · Pion noir sur case noire e7 · Pion noir sur case blanche f7 · Fou noir sur case noire g7 · Pion noir sur case blanche h7 · Cavalier noir sur case noire f6 · Pion noir sur case blanche g6 · Pion noir sur case blanche d5 · Pion blanc sur case noire d4 · Fou blanc sur case noire f4 · Cavalier blanc sur case noire c3 · Pion blanc sur case noire e3 · Cavalier blanc sur case blanche f3 · Pion blanc sur case blanche a2 · Pion blanc sur case noire b2 · Pion blanc sur case blanche c2 · Fou blanc sur case blanche e2 · Pion blanc sur case noire f2 · Pion blanc sur case blanche g2 · Pion blanc sur case noire h2 · Tour blanche sur case noire a1 · Dame blanche sur case blanche d1 · Roi blanc sur case noire e1 · Tour blanche sur case blanche h1 | 7 |
| 6 | Tour noire sur case blanche a8 · Cavalier noir sur case noire b8 · Fou noir sur case blanche c8 · Dame noire sur case noire d8 · Tour noire sur case noire f8 · Roi noir sur case blanche g8 · Pion noir sur case noire a7 · Pion noir sur case blanche b7 · Pion noir sur case noire c7 · Pion noir sur case noire e7 · Pion noir sur case blanche f7 · Fou noir sur case noire g7 · Pion noir sur case blanche h7 · Cavalier noir sur case noire f6 · Pion noir sur case blanche g6 · Pion noir sur case blanche d5 · Pion blanc sur case noire d4 · Fou blanc sur case noire f4 · Cavalier blanc sur case noire c3 · Pion blanc sur case noire e3 · Cavalier blanc sur case blanche f3 · Pion blanc sur case blanche a2 · Pion blanc sur case noire b2 · Pion blanc sur case blanche c2 · Fou blanc sur case blanche e2 · Pion blanc sur case noire f2 · Pion blanc sur case blanche g2 · Pion blanc sur case noire h2 · Tour blanche sur case noire a1 · Dame blanche sur case blanche d1 · Roi blanc sur case noire e1 · Tour blanche sur case blanche h1 | Tour noire sur case blanche a8 · Cavalier noir sur case noire b8 · Fou noir sur case blanche c8 · Dame noire sur case noire d8 · Tour noire sur case noire f8 · Roi noir sur case blanche g8 · Pion noir sur case noire a7 · Pion noir sur case blanche b7 · Pion noir sur case noire c7 · Pion noir sur case noire e7 · Pion noir sur case blanche f7 · Fou noir sur case noire g7 · Pion noir sur case blanche h7 · Cavalier noir sur case noire f6 · Pion noir sur case blanche g6 · Pion noir sur case blanche d5 · Pion blanc sur case noire d4 · Fou blanc sur case noire f4 · Cavalier blanc sur case noire c3 · Pion blanc sur case noire e3 · Cavalier blanc sur case blanche f3 · Pion blanc sur case blanche a2 · Pion blanc sur case noire b2 · Pion blanc sur case blanche c2 · Fou blanc sur case blanche e2 · Pion blanc sur case noire f2 · Pion blanc sur case blanche g2 · Pion blanc sur case noire h2 · Tour blanche sur case noire a1 · Dame blanche sur case blanche d1 · Roi blanc sur case noire e1 · Tour blanche sur case blanche h1 | Tour noire sur case blanche a8 · Cavalier noir sur case noire b8 · Fou noir sur case blanche c8 · Dame noire sur case noire d8 · Tour noire sur case noire f8 · Roi noir sur case blanche g8 · Pion noir sur case noire a7 · Pion noir sur case blanche b7 · Pion noir sur case noire c7 · Pion noir sur case noire e7 · Pion noir sur case blanche f7 · Fou noir sur case noire g7 · Pion noir sur case blanche h7 · Cavalier noir sur case noire f6 · Pion noir sur case blanche g6 · Pion noir sur case blanche d5 · Pion blanc sur case noire d4 · Fou blanc sur case noire f4 · Cavalier blanc sur case noire c3 · Pion blanc sur case noire e3 · Cavalier blanc sur case blanche f3 · Pion blanc sur case blanche a2 · Pion blanc sur case noire b2 · Pion blanc sur case blanche c2 · Fou blanc sur case blanche e2 · Pion blanc sur case noire f2 · Pion blanc sur case blanche g2 · Pion blanc sur case noire h2 · Tour blanche sur case noire a1 · Dame blanche sur case blanche d1 · Roi blanc sur case noire e1 · Tour blanche sur case blanche h1 | Tour noire sur case blanche a8 · Cavalier noir sur case noire b8 · Fou noir sur case blanche c8 · Dame noire sur case noire d8 · Tour noire sur case noire f8 · Roi noir sur case blanche g8 · Pion noir sur case noire a7 · Pion noir sur case blanche b7 · Pion noir sur case noire c7 · Pion noir sur case noire e7 · Pion noir sur case blanche f7 · Fou noir sur case noire g7 · Pion noir sur case blanche h7 · Cavalier noir sur case noire f6 · Pion noir sur case blanche g6 · Pion noir sur case blanche d5 · Pion blanc sur case noire d4 · Fou blanc sur case noire f4 · Cavalier blanc sur case noire c3 · Pion blanc sur case noire e3 · Cavalier blanc sur case blanche f3 · Pion blanc sur case blanche a2 · Pion blanc sur case noire b2 · Pion blanc sur case blanche c2 · Fou blanc sur case blanche e2 · Pion blanc sur case noire f2 · Pion blanc sur case blanche g2 · Pion blanc sur case noire h2 · Tour blanche sur case noire a1 · Dame blanche sur case blanche d1 · Roi blanc sur case noire e1 · Tour blanche sur case blanche h1 | Tour noire sur case blanche a8 · Cavalier noir sur case noire b8 · Fou noir sur case blanche c8 · Dame noire sur case noire d8 · Tour noire sur case noire f8 · Roi noir sur case blanche g8 · Pion noir sur case noire a7 · Pion noir sur case blanche b7 · Pion noir sur case noire c7 · Pion noir sur case noire e7 · Pion noir sur case blanche f7 · Fou noir sur case noire g7 · Pion noir sur case blanche h7 · Cavalier noir sur case noire f6 · Pion noir sur case blanche g6 · Pion noir sur case blanche d5 · Pion blanc sur case noire d4 · Fou blanc sur case noire f4 · Cavalier blanc sur case noire c3 · Pion blanc sur case noire e3 · Cavalier blanc sur case blanche f3 · Pion blanc sur case blanche a2 · Pion blanc sur case noire b2 · Pion blanc sur case blanche c2 · Fou blanc sur case blanche e2 · Pion blanc sur case noire f2 · Pion blanc sur case blanche g2 · Pion blanc sur case noire h2 · Tour blanche sur case noire a1 · Dame blanche sur case blanche d1 · Roi blanc sur case noire e1 · Tour blanche sur case blanche h1 | Tour noire sur case blanche a8 · Cavalier noir sur case noire b8 · Fou noir sur case blanche c8 · Dame noire sur case noire d8 · Tour noire sur case noire f8 · Roi noir sur case blanche g8 · Pion noir sur case noire a7 · Pion noir sur case blanche b7 · Pion noir sur case noire c7 · Pion noir sur case noire e7 · Pion noir sur case blanche f7 · Fou noir sur case noire g7 · Pion noir sur case blanche h7 · Cavalier noir sur case noire f6 · Pion noir sur case blanche g6 · Pion noir sur case blanche d5 · Pion blanc sur case noire d4 · Fou blanc sur case noire f4 · Cavalier blanc sur case noire c3 · Pion blanc sur case noire e3 · Cavalier blanc sur case blanche f3 · Pion blanc sur case blanche a2 · Pion blanc sur case noire b2 · Pion blanc sur case blanche c2 · Fou blanc sur case blanche e2 · Pion blanc sur case noire f2 · Pion blanc sur case blanche g2 · Pion blanc sur case noire h2 · Tour blanche sur case noire a1 · Dame blanche sur case blanche d1 · Roi blanc sur case noire e1 · Tour blanche sur case blanche h1 | Tour noire sur case blanche a8 · Cavalier noir sur case noire b8 · Fou noir sur case blanche c8 · Dame noire sur case noire d8 · Tour noire sur case noire f8 · Roi noir sur case blanche g8 · Pion noir sur case noire a7 · Pion noir sur case blanche b7 · Pion noir sur case noire c7 · Pion noir sur case noire e7 · Pion noir sur case blanche f7 · Fou noir sur case noire g7 · Pion noir sur case blanche h7 · Cavalier noir sur case noire f6 · Pion noir sur case blanche g6 · Pion noir sur case blanche d5 · Pion blanc sur case noire d4 · Fou blanc sur case noire f4 · Cavalier blanc sur case noire c3 · Pion blanc sur case noire e3 · Cavalier blanc sur case blanche f3 · Pion blanc sur case blanche a2 · Pion blanc sur case noire b2 · Pion blanc sur case blanche c2 · Fou blanc sur case blanche e2 · Pion blanc sur case noire f2 · Pion blanc sur case blanche g2 · Pion blanc sur case noire h2 · Tour blanche sur case noire a1 · Dame blanche sur case blanche d1 · Roi blanc sur case noire e1 · Tour blanche sur case blanche h1 | Tour noire sur case blanche a8 · Cavalier noir sur case noire b8 · Fou noir sur case blanche c8 · Dame noire sur case noire d8 · Tour noire sur case noire f8 · Roi noir sur case blanche g8 · Pion noir sur case noire a7 · Pion noir sur case blanche b7 · Pion noir sur case noire c7 · Pion noir sur case noire e7 · Pion noir sur case blanche f7 · Fou noir sur case noire g7 · Pion noir sur case blanche h7 · Cavalier noir sur case noire f6 · Pion noir sur case blanche g6 · Pion noir sur case blanche d5 · Pion blanc sur case noire d4 · Fou blanc sur case noire f4 · Cavalier blanc sur case noire c3 · Pion blanc sur case noire e3 · Cavalier blanc sur case blanche f3 · Pion blanc sur case blanche a2 · Pion blanc sur case noire b2 · Pion blanc sur case blanche c2 · Fou blanc sur case blanche e2 · Pion blanc sur case noire f2 · Pion blanc sur case blanche g2 · Pion blanc sur case noire h2 · Tour blanche sur case noire a1 · Dame blanche sur case blanche d1 · Roi blanc sur case noire e1 · Tour blanche sur case blanche h1 | 6 |
| 5 | Tour noire sur case blanche a8 · Cavalier noir sur case noire b8 · Fou noir sur case blanche c8 · Dame noire sur case noire d8 · Tour noire sur case noire f8 · Roi noir sur case blanche g8 · Pion noir sur case noire a7 · Pion noir sur case blanche b7 · Pion noir sur case noire c7 · Pion noir sur case noire e7 · Pion noir sur case blanche f7 · Fou noir sur case noire g7 · Pion noir sur case blanche h7 · Cavalier noir sur case noire f6 · Pion noir sur case blanche g6 · Pion noir sur case blanche d5 · Pion blanc sur case noire d4 · Fou blanc sur case noire f4 · Cavalier blanc sur case noire c3 · Pion blanc sur case noire e3 · Cavalier blanc sur case blanche f3 · Pion blanc sur case blanche a2 · Pion blanc sur case noire b2 · Pion blanc sur case blanche c2 · Fou blanc sur case blanche e2 · Pion blanc sur case noire f2 · Pion blanc sur case blanche g2 · Pion blanc sur case noire h2 · Tour blanche sur case noire a1 · Dame blanche sur case blanche d1 · Roi blanc sur case noire e1 · Tour blanche sur case blanche h1 | Tour noire sur case blanche a8 · Cavalier noir sur case noire b8 · Fou noir sur case blanche c8 · Dame noire sur case noire d8 · Tour noire sur case noire f8 · Roi noir sur case blanche g8 · Pion noir sur case noire a7 · Pion noir sur case blanche b7 · Pion noir sur case noire c7 · Pion noir sur case noire e7 · Pion noir sur case blanche f7 · Fou noir sur case noire g7 · Pion noir sur case blanche h7 · Cavalier noir sur case noire f6 · Pion noir sur case blanche g6 · Pion noir sur case blanche d5 · Pion blanc sur case noire d4 · Fou blanc sur case noire f4 · Cavalier blanc sur case noire c3 · Pion blanc sur case noire e3 · Cavalier blanc sur case blanche f3 · Pion blanc sur case blanche a2 · Pion blanc sur case noire b2 · Pion blanc sur case blanche c2 · Fou blanc sur case blanche e2 · Pion blanc sur case noire f2 · Pion blanc sur case blanche g2 · Pion blanc sur case noire h2 · Tour blanche sur case noire a1 · Dame blanche sur case blanche d1 · Roi blanc sur case noire e1 · Tour blanche sur case blanche h1 | Tour noire sur case blanche a8 · Cavalier noir sur case noire b8 · Fou noir sur case blanche c8 · Dame noire sur case noire d8 · Tour noire sur case noire f8 · Roi noir sur case blanche g8 · Pion noir sur case noire a7 · Pion noir sur case blanche b7 · Pion noir sur case noire c7 · Pion noir sur case noire e7 · Pion noir sur case blanche f7 · Fou noir sur case noire g7 · Pion noir sur case blanche h7 · Cavalier noir sur case noire f6 · Pion noir sur case blanche g6 · Pion noir sur case blanche d5 · Pion blanc sur case noire d4 · Fou blanc sur case noire f4 · Cavalier blanc sur case noire c3 · Pion blanc sur case noire e3 · Cavalier blanc sur case blanche f3 · Pion blanc sur case blanche a2 · Pion blanc sur case noire b2 · Pion blanc sur case blanche c2 · Fou blanc sur case blanche e2 · Pion blanc sur case noire f2 · Pion blanc sur case blanche g2 · Pion blanc sur case noire h2 · Tour blanche sur case noire a1 · Dame blanche sur case blanche d1 · Roi blanc sur case noire e1 · Tour blanche sur case blanche h1 | Tour noire sur case blanche a8 · Cavalier noir sur case noire b8 · Fou noir sur case blanche c8 · Dame noire sur case noire d8 · Tour noire sur case noire f8 · Roi noir sur case blanche g8 · Pion noir sur case noire a7 · Pion noir sur case blanche b7 · Pion noir sur case noire c7 · Pion noir sur case noire e7 · Pion noir sur case blanche f7 · Fou noir sur case noire g7 · Pion noir sur case blanche h7 · Cavalier noir sur case noire f6 · Pion noir sur case blanche g6 · Pion noir sur case blanche d5 · Pion blanc sur case noire d4 · Fou blanc sur case noire f4 · Cavalier blanc sur case noire c3 · Pion blanc sur case noire e3 · Cavalier blanc sur case blanche f3 · Pion blanc sur case blanche a2 · Pion blanc sur case noire b2 · Pion blanc sur case blanche c2 · Fou blanc sur case blanche e2 · Pion blanc sur case noire f2 · Pion blanc sur case blanche g2 · Pion blanc sur case noire h2 · Tour blanche sur case noire a1 · Dame blanche sur case blanche d1 · Roi blanc sur case noire e1 · Tour blanche sur case blanche h1 | Tour noire sur case blanche a8 · Cavalier noir sur case noire b8 · Fou noir sur case blanche c8 · Dame noire sur case noire d8 · Tour noire sur case noire f8 · Roi noir sur case blanche g8 · Pion noir sur case noire a7 · Pion noir sur case blanche b7 · Pion noir sur case noire c7 · Pion noir sur case noire e7 · Pion noir sur case blanche f7 · Fou noir sur case noire g7 · Pion noir sur case blanche h7 · Cavalier noir sur case noire f6 · Pion noir sur case blanche g6 · Pion noir sur case blanche d5 · Pion blanc sur case noire d4 · Fou blanc sur case noire f4 · Cavalier blanc sur case noire c3 · Pion blanc sur case noire e3 · Cavalier blanc sur case blanche f3 · Pion blanc sur case blanche a2 · Pion blanc sur case noire b2 · Pion blanc sur case blanche c2 · Fou blanc sur case blanche e2 · Pion blanc sur case noire f2 · Pion blanc sur case blanche g2 · Pion blanc sur case noire h2 · Tour blanche sur case noire a1 · Dame blanche sur case blanche d1 · Roi blanc sur case noire e1 · Tour blanche sur case blanche h1 | Tour noire sur case blanche a8 · Cavalier noir sur case noire b8 · Fou noir sur case blanche c8 · Dame noire sur case noire d8 · Tour noire sur case noire f8 · Roi noir sur case blanche g8 · Pion noir sur case noire a7 · Pion noir sur case blanche b7 · Pion noir sur case noire c7 · Pion noir sur case noire e7 · Pion noir sur case blanche f7 · Fou noir sur case noire g7 · Pion noir sur case blanche h7 · Cavalier noir sur case noire f6 · Pion noir sur case blanche g6 · Pion noir sur case blanche d5 · Pion blanc sur case noire d4 · Fou blanc sur case noire f4 · Cavalier blanc sur case noire c3 · Pion blanc sur case noire e3 · Cavalier blanc sur case blanche f3 · Pion blanc sur case blanche a2 · Pion blanc sur case noire b2 · Pion blanc sur case blanche c2 · Fou blanc sur case blanche e2 · Pion blanc sur case noire f2 · Pion blanc sur case blanche g2 · Pion blanc sur case noire h2 · Tour blanche sur case noire a1 · Dame blanche sur case blanche d1 · Roi blanc sur case noire e1 · Tour blanche sur case blanche h1 | Tour noire sur case blanche a8 · Cavalier noir sur case noire b8 · Fou noir sur case blanche c8 · Dame noire sur case noire d8 · Tour noire sur case noire f8 · Roi noir sur case blanche g8 · Pion noir sur case noire a7 · Pion noir sur case blanche b7 · Pion noir sur case noire c7 · Pion noir sur case noire e7 · Pion noir sur case blanche f7 · Fou noir sur case noire g7 · Pion noir sur case blanche h7 · Cavalier noir sur case noire f6 · Pion noir sur case blanche g6 · Pion noir sur case blanche d5 · Pion blanc sur case noire d4 · Fou blanc sur case noire f4 · Cavalier blanc sur case noire c3 · Pion blanc sur case noire e3 · Cavalier blanc sur case blanche f3 · Pion blanc sur case blanche a2 · Pion blanc sur case noire b2 · Pion blanc sur case blanche c2 · Fou blanc sur case blanche e2 · Pion blanc sur case noire f2 · Pion blanc sur case blanche g2 · Pion blanc sur case noire h2 · Tour blanche sur case noire a1 · Dame blanche sur case blanche d1 · Roi blanc sur case noire e1 · Tour blanche sur case blanche h1 | Tour noire sur case blanche a8 · Cavalier noir sur case noire b8 · Fou noir sur case blanche c8 · Dame noire sur case noire d8 · Tour noire sur case noire f8 · Roi noir sur case blanche g8 · Pion noir sur case noire a7 · Pion noir sur case blanche b7 · Pion noir sur case noire c7 · Pion noir sur case noire e7 · Pion noir sur case blanche f7 · Fou noir sur case noire g7 · Pion noir sur case blanche h7 · Cavalier noir sur case noire f6 · Pion noir sur case blanche g6 · Pion noir sur case blanche d5 · Pion blanc sur case noire d4 · Fou blanc sur case noire f4 · Cavalier blanc sur case noire c3 · Pion blanc sur case noire e3 · Cavalier blanc sur case blanche f3 · Pion blanc sur case blanche a2 · Pion blanc sur case noire b2 · Pion blanc sur case blanche c2 · Fou blanc sur case blanche e2 · Pion blanc sur case noire f2 · Pion blanc sur case blanche g2 · Pion blanc sur case noire h2 · Tour blanche sur case noire a1 · Dame blanche sur case blanche d1 · Roi blanc sur case noire e1 · Tour blanche sur case blanche h1 | 5 |
| 4 | Tour noire sur case blanche a8 · Cavalier noir sur case noire b8 · Fou noir sur case blanche c8 · Dame noire sur case noire d8 · Tour noire sur case noire f8 · Roi noir sur case blanche g8 · Pion noir sur case noire a7 · Pion noir sur case blanche b7 · Pion noir sur case noire c7 · Pion noir sur case noire e7 · Pion noir sur case blanche f7 · Fou noir sur case noire g7 · Pion noir sur case blanche h7 · Cavalier noir sur case noire f6 · Pion noir sur case blanche g6 · Pion noir sur case blanche d5 · Pion blanc sur case noire d4 · Fou blanc sur case noire f4 · Cavalier blanc sur case noire c3 · Pion blanc sur case noire e3 · Cavalier blanc sur case blanche f3 · Pion blanc sur case blanche a2 · Pion blanc sur case noire b2 · Pion blanc sur case blanche c2 · Fou blanc sur case blanche e2 · Pion blanc sur case noire f2 · Pion blanc sur case blanche g2 · Pion blanc sur case noire h2 · Tour blanche sur case noire a1 · Dame blanche sur case blanche d1 · Roi blanc sur case noire e1 · Tour blanche sur case blanche h1 | Tour noire sur case blanche a8 · Cavalier noir sur case noire b8 · Fou noir sur case blanche c8 · Dame noire sur case noire d8 · Tour noire sur case noire f8 · Roi noir sur case blanche g8 · Pion noir sur case noire a7 · Pion noir sur case blanche b7 · Pion noir sur case noire c7 · Pion noir sur case noire e7 · Pion noir sur case blanche f7 · Fou noir sur case noire g7 · Pion noir sur case blanche h7 · Cavalier noir sur case noire f6 · Pion noir sur case blanche g6 · Pion noir sur case blanche d5 · Pion blanc sur case noire d4 · Fou blanc sur case noire f4 · Cavalier blanc sur case noire c3 · Pion blanc sur case noire e3 · Cavalier blanc sur case blanche f3 · Pion blanc sur case blanche a2 · Pion blanc sur case noire b2 · Pion blanc sur case blanche c2 · Fou blanc sur case blanche e2 · Pion blanc sur case noire f2 · Pion blanc sur case blanche g2 · Pion blanc sur case noire h2 · Tour blanche sur case noire a1 · Dame blanche sur case blanche d1 · Roi blanc sur case noire e1 · Tour blanche sur case blanche h1 | Tour noire sur case blanche a8 · Cavalier noir sur case noire b8 · Fou noir sur case blanche c8 · Dame noire sur case noire d8 · Tour noire sur case noire f8 · Roi noir sur case blanche g8 · Pion noir sur case noire a7 · Pion noir sur case blanche b7 · Pion noir sur case noire c7 · Pion noir sur case noire e7 · Pion noir sur case blanche f7 · Fou noir sur case noire g7 · Pion noir sur case blanche h7 · Cavalier noir sur case noire f6 · Pion noir sur case blanche g6 · Pion noir sur case blanche d5 · Pion blanc sur case noire d4 · Fou blanc sur case noire f4 · Cavalier blanc sur case noire c3 · Pion blanc sur case noire e3 · Cavalier blanc sur case blanche f3 · Pion blanc sur case blanche a2 · Pion blanc sur case noire b2 · Pion blanc sur case blanche c2 · Fou blanc sur case blanche e2 · Pion blanc sur case noire f2 · Pion blanc sur case blanche g2 · Pion blanc sur case noire h2 · Tour blanche sur case noire a1 · Dame blanche sur case blanche d1 · Roi blanc sur case noire e1 · Tour blanche sur case blanche h1 | Tour noire sur case blanche a8 · Cavalier noir sur case noire b8 · Fou noir sur case blanche c8 · Dame noire sur case noire d8 · Tour noire sur case noire f8 · Roi noir sur case blanche g8 · Pion noir sur case noire a7 · Pion noir sur case blanche b7 · Pion noir sur case noire c7 · Pion noir sur case noire e7 · Pion noir sur case blanche f7 · Fou noir sur case noire g7 · Pion noir sur case blanche h7 · Cavalier noir sur case noire f6 · Pion noir sur case blanche g6 · Pion noir sur case blanche d5 · Pion blanc sur case noire d4 · Fou blanc sur case noire f4 · Cavalier blanc sur case noire c3 · Pion blanc sur case noire e3 · Cavalier blanc sur case blanche f3 · Pion blanc sur case blanche a2 · Pion blanc sur case noire b2 · Pion blanc sur case blanche c2 · Fou blanc sur case blanche e2 · Pion blanc sur case noire f2 · Pion blanc sur case blanche g2 · Pion blanc sur case noire h2 · Tour blanche sur case noire a1 · Dame blanche sur case blanche d1 · Roi blanc sur case noire e1 · Tour blanche sur case blanche h1 | Tour noire sur case blanche a8 · Cavalier noir sur case noire b8 · Fou noir sur case blanche c8 · Dame noire sur case noire d8 · Tour noire sur case noire f8 · Roi noir sur case blanche g8 · Pion noir sur case noire a7 · Pion noir sur case blanche b7 · Pion noir sur case noire c7 · Pion noir sur case noire e7 · Pion noir sur case blanche f7 · Fou noir sur case noire g7 · Pion noir sur case blanche h7 · Cavalier noir sur case noire f6 · Pion noir sur case blanche g6 · Pion noir sur case blanche d5 · Pion blanc sur case noire d4 · Fou blanc sur case noire f4 · Cavalier blanc sur case noire c3 · Pion blanc sur case noire e3 · Cavalier blanc sur case blanche f3 · Pion blanc sur case blanche a2 · Pion blanc sur case noire b2 · Pion blanc sur case blanche c2 · Fou blanc sur case blanche e2 · Pion blanc sur case noire f2 · Pion blanc sur case blanche g2 · Pion blanc sur case noire h2 · Tour blanche sur case noire a1 · Dame blanche sur case blanche d1 · Roi blanc sur case noire e1 · Tour blanche sur case blanche h1 | Tour noire sur case blanche a8 · Cavalier noir sur case noire b8 · Fou noir sur case blanche c8 · Dame noire sur case noire d8 · Tour noire sur case noire f8 · Roi noir sur case blanche g8 · Pion noir sur case noire a7 · Pion noir sur case blanche b7 · Pion noir sur case noire c7 · Pion noir sur case noire e7 · Pion noir sur case blanche f7 · Fou noir sur case noire g7 · Pion noir sur case blanche h7 · Cavalier noir sur case noire f6 · Pion noir sur case blanche g6 · Pion noir sur case blanche d5 · Pion blanc sur case noire d4 · Fou blanc sur case noire f4 · Cavalier blanc sur case noire c3 · Pion blanc sur case noire e3 · Cavalier blanc sur case blanche f3 · Pion blanc sur case blanche a2 · Pion blanc sur case noire b2 · Pion blanc sur case blanche c2 · Fou blanc sur case blanche e2 · Pion blanc sur case noire f2 · Pion blanc sur case blanche g2 · Pion blanc sur case noire h2 · Tour blanche sur case noire a1 · Dame blanche sur case blanche d1 · Roi blanc sur case noire e1 · Tour blanche sur case blanche h1 | Tour noire sur case blanche a8 · Cavalier noir sur case noire b8 · Fou noir sur case blanche c8 · Dame noire sur case noire d8 · Tour noire sur case noire f8 · Roi noir sur case blanche g8 · Pion noir sur case noire a7 · Pion noir sur case blanche b7 · Pion noir sur case noire c7 · Pion noir sur case noire e7 · Pion noir sur case blanche f7 · Fou noir sur case noire g7 · Pion noir sur case blanche h7 · Cavalier noir sur case noire f6 · Pion noir sur case blanche g6 · Pion noir sur case blanche d5 · Pion blanc sur case noire d4 · Fou blanc sur case noire f4 · Cavalier blanc sur case noire c3 · Pion blanc sur case noire e3 · Cavalier blanc sur case blanche f3 · Pion blanc sur case blanche a2 · Pion blanc sur case noire b2 · Pion blanc sur case blanche c2 · Fou blanc sur case blanche e2 · Pion blanc sur case noire f2 · Pion blanc sur case blanche g2 · Pion blanc sur case noire h2 · Tour blanche sur case noire a1 · Dame blanche sur case blanche d1 · Roi blanc sur case noire e1 · Tour blanche sur case blanche h1 | Tour noire sur case blanche a8 · Cavalier noir sur case noire b8 · Fou noir sur case blanche c8 · Dame noire sur case noire d8 · Tour noire sur case noire f8 · Roi noir sur case blanche g8 · Pion noir sur case noire a7 · Pion noir sur case blanche b7 · Pion noir sur case noire c7 · Pion noir sur case noire e7 · Pion noir sur case blanche f7 · Fou noir sur case noire g7 · Pion noir sur case blanche h7 · Cavalier noir sur case noire f6 · Pion noir sur case blanche g6 · Pion noir sur case blanche d5 · Pion blanc sur case noire d4 · Fou blanc sur case noire f4 · Cavalier blanc sur case noire c3 · Pion blanc sur case noire e3 · Cavalier blanc sur case blanche f3 · Pion blanc sur case blanche a2 · Pion blanc sur case noire b2 · Pion blanc sur case blanche c2 · Fou blanc sur case blanche e2 · Pion blanc sur case noire f2 · Pion blanc sur case blanche g2 · Pion blanc sur case noire h2 · Tour blanche sur case noire a1 · Dame blanche sur case blanche d1 · Roi blanc sur case noire e1 · Tour blanche sur case blanche h1 | 4 |
| 3 | Tour noire sur case blanche a8 · Cavalier noir sur case noire b8 · Fou noir sur case blanche c8 · Dame noire sur case noire d8 · Tour noire sur case noire f8 · Roi noir sur case blanche g8 · Pion noir sur case noire a7 · Pion noir sur case blanche b7 · Pion noir sur case noire c7 · Pion noir sur case noire e7 · Pion noir sur case blanche f7 · Fou noir sur case noire g7 · Pion noir sur case blanche h7 · Cavalier noir sur case noire f6 · Pion noir sur case blanche g6 · Pion noir sur case blanche d5 · Pion blanc sur case noire d4 · Fou blanc sur case noire f4 · Cavalier blanc sur case noire c3 · Pion blanc sur case noire e3 · Cavalier blanc sur case blanche f3 · Pion blanc sur case blanche a2 · Pion blanc sur case noire b2 · Pion blanc sur case blanche c2 · Fou blanc sur case blanche e2 · Pion blanc sur case noire f2 · Pion blanc sur case blanche g2 · Pion blanc sur case noire h2 · Tour blanche sur case noire a1 · Dame blanche sur case blanche d1 · Roi blanc sur case noire e1 · Tour blanche sur case blanche h1 | Tour noire sur case blanche a8 · Cavalier noir sur case noire b8 · Fou noir sur case blanche c8 · Dame noire sur case noire d8 · Tour noire sur case noire f8 · Roi noir sur case blanche g8 · Pion noir sur case noire a7 · Pion noir sur case blanche b7 · Pion noir sur case noire c7 · Pion noir sur case noire e7 · Pion noir sur case blanche f7 · Fou noir sur case noire g7 · Pion noir sur case blanche h7 · Cavalier noir sur case noire f6 · Pion noir sur case blanche g6 · Pion noir sur case blanche d5 · Pion blanc sur case noire d4 · Fou blanc sur case noire f4 · Cavalier blanc sur case noire c3 · Pion blanc sur case noire e3 · Cavalier blanc sur case blanche f3 · Pion blanc sur case blanche a2 · Pion blanc sur case noire b2 · Pion blanc sur case blanche c2 · Fou blanc sur case blanche e2 · Pion blanc sur case noire f2 · Pion blanc sur case blanche g2 · Pion blanc sur case noire h2 · Tour blanche sur case noire a1 · Dame blanche sur case blanche d1 · Roi blanc sur case noire e1 · Tour blanche sur case blanche h1 | Tour noire sur case blanche a8 · Cavalier noir sur case noire b8 · Fou noir sur case blanche c8 · Dame noire sur case noire d8 · Tour noire sur case noire f8 · Roi noir sur case blanche g8 · Pion noir sur case noire a7 · Pion noir sur case blanche b7 · Pion noir sur case noire c7 · Pion noir sur case noire e7 · Pion noir sur case blanche f7 · Fou noir sur case noire g7 · Pion noir sur case blanche h7 · Cavalier noir sur case noire f6 · Pion noir sur case blanche g6 · Pion noir sur case blanche d5 · Pion blanc sur case noire d4 · Fou blanc sur case noire f4 · Cavalier blanc sur case noire c3 · Pion blanc sur case noire e3 · Cavalier blanc sur case blanche f3 · Pion blanc sur case blanche a2 · Pion blanc sur case noire b2 · Pion blanc sur case blanche c2 · Fou blanc sur case blanche e2 · Pion blanc sur case noire f2 · Pion blanc sur case blanche g2 · Pion blanc sur case noire h2 · Tour blanche sur case noire a1 · Dame blanche sur case blanche d1 · Roi blanc sur case noire e1 · Tour blanche sur case blanche h1 | Tour noire sur case blanche a8 · Cavalier noir sur case noire b8 · Fou noir sur case blanche c8 · Dame noire sur case noire d8 · Tour noire sur case noire f8 · Roi noir sur case blanche g8 · Pion noir sur case noire a7 · Pion noir sur case blanche b7 · Pion noir sur case noire c7 · Pion noir sur case noire e7 · Pion noir sur case blanche f7 · Fou noir sur case noire g7 · Pion noir sur case blanche h7 · Cavalier noir sur case noire f6 · Pion noir sur case blanche g6 · Pion noir sur case blanche d5 · Pion blanc sur case noire d4 · Fou blanc sur case noire f4 · Cavalier blanc sur case noire c3 · Pion blanc sur case noire e3 · Cavalier blanc sur case blanche f3 · Pion blanc sur case blanche a2 · Pion blanc sur case noire b2 · Pion blanc sur case blanche c2 · Fou blanc sur case blanche e2 · Pion blanc sur case noire f2 · Pion blanc sur case blanche g2 · Pion blanc sur case noire h2 · Tour blanche sur case noire a1 · Dame blanche sur case blanche d1 · Roi blanc sur case noire e1 · Tour blanche sur case blanche h1 | Tour noire sur case blanche a8 · Cavalier noir sur case noire b8 · Fou noir sur case blanche c8 · Dame noire sur case noire d8 · Tour noire sur case noire f8 · Roi noir sur case blanche g8 · Pion noir sur case noire a7 · Pion noir sur case blanche b7 · Pion noir sur case noire c7 · Pion noir sur case noire e7 · Pion noir sur case blanche f7 · Fou noir sur case noire g7 · Pion noir sur case blanche h7 · Cavalier noir sur case noire f6 · Pion noir sur case blanche g6 · Pion noir sur case blanche d5 · Pion blanc sur case noire d4 · Fou blanc sur case noire f4 · Cavalier blanc sur case noire c3 · Pion blanc sur case noire e3 · Cavalier blanc sur case blanche f3 · Pion blanc sur case blanche a2 · Pion blanc sur case noire b2 · Pion blanc sur case blanche c2 · Fou blanc sur case blanche e2 · Pion blanc sur case noire f2 · Pion blanc sur case blanche g2 · Pion blanc sur case noire h2 · Tour blanche sur case noire a1 · Dame blanche sur case blanche d1 · Roi blanc sur case noire e1 · Tour blanche sur case blanche h1 | Tour noire sur case blanche a8 · Cavalier noir sur case noire b8 · Fou noir sur case blanche c8 · Dame noire sur case noire d8 · Tour noire sur case noire f8 · Roi noir sur case blanche g8 · Pion noir sur case noire a7 · Pion noir sur case blanche b7 · Pion noir sur case noire c7 · Pion noir sur case noire e7 · Pion noir sur case blanche f7 · Fou noir sur case noire g7 · Pion noir sur case blanche h7 · Cavalier noir sur case noire f6 · Pion noir sur case blanche g6 · Pion noir sur case blanche d5 · Pion blanc sur case noire d4 · Fou blanc sur case noire f4 · Cavalier blanc sur case noire c3 · Pion blanc sur case noire e3 · Cavalier blanc sur case blanche f3 · Pion blanc sur case blanche a2 · Pion blanc sur case noire b2 · Pion blanc sur case blanche c2 · Fou blanc sur case blanche e2 · Pion blanc sur case noire f2 · Pion blanc sur case blanche g2 · Pion blanc sur case noire h2 · Tour blanche sur case noire a1 · Dame blanche sur case blanche d1 · Roi blanc sur case noire e1 · Tour blanche sur case blanche h1 | Tour noire sur case blanche a8 · Cavalier noir sur case noire b8 · Fou noir sur case blanche c8 · Dame noire sur case noire d8 · Tour noire sur case noire f8 · Roi noir sur case blanche g8 · Pion noir sur case noire a7 · Pion noir sur case blanche b7 · Pion noir sur case noire c7 · Pion noir sur case noire e7 · Pion noir sur case blanche f7 · Fou noir sur case noire g7 · Pion noir sur case blanche h7 · Cavalier noir sur case noire f6 · Pion noir sur case blanche g6 · Pion noir sur case blanche d5 · Pion blanc sur case noire d4 · Fou blanc sur case noire f4 · Cavalier blanc sur case noire c3 · Pion blanc sur case noire e3 · Cavalier blanc sur case blanche f3 · Pion blanc sur case blanche a2 · Pion blanc sur case noire b2 · Pion blanc sur case blanche c2 · Fou blanc sur case blanche e2 · Pion blanc sur case noire f2 · Pion blanc sur case blanche g2 · Pion blanc sur case noire h2 · Tour blanche sur case noire a1 · Dame blanche sur case blanche d1 · Roi blanc sur case noire e1 · Tour blanche sur case blanche h1 | Tour noire sur case blanche a8 · Cavalier noir sur case noire b8 · Fou noir sur case blanche c8 · Dame noire sur case noire d8 · Tour noire sur case noire f8 · Roi noir sur case blanche g8 · Pion noir sur case noire a7 · Pion noir sur case blanche b7 · Pion noir sur case noire c7 · Pion noir sur case noire e7 · Pion noir sur case blanche f7 · Fou noir sur case noire g7 · Pion noir sur case blanche h7 · Cavalier noir sur case noire f6 · Pion noir sur case blanche g6 · Pion noir sur case blanche d5 · Pion blanc sur case noire d4 · Fou blanc sur case noire f4 · Cavalier blanc sur case noire c3 · Pion blanc sur case noire e3 · Cavalier blanc sur case blanche f3 · Pion blanc sur case blanche a2 · Pion blanc sur case noire b2 · Pion blanc sur case blanche c2 · Fou blanc sur case blanche e2 · Pion blanc sur case noire f2 · Pion blanc sur case blanche g2 · Pion blanc sur case noire h2 · Tour blanche sur case noire a1 · Dame blanche sur case blanche d1 · Roi blanc sur case noire e1 · Tour blanche sur case blanche h1 | 3 |
| 2 | Tour noire sur case blanche a8 · Cavalier noir sur case noire b8 · Fou noir sur case blanche c8 · Dame noire sur case noire d8 · Tour noire sur case noire f8 · Roi noir sur case blanche g8 · Pion noir sur case noire a7 · Pion noir sur case blanche b7 · Pion noir sur case noire c7 · Pion noir sur case noire e7 · Pion noir sur case blanche f7 · Fou noir sur case noire g7 · Pion noir sur case blanche h7 · Cavalier noir sur case noire f6 · Pion noir sur case blanche g6 · Pion noir sur case blanche d5 · Pion blanc sur case noire d4 · Fou blanc sur case noire f4 · Cavalier blanc sur case noire c3 · Pion blanc sur case noire e3 · Cavalier blanc sur case blanche f3 · Pion blanc sur case blanche a2 · Pion blanc sur case noire b2 · Pion blanc sur case blanche c2 · Fou blanc sur case blanche e2 · Pion blanc sur case noire f2 · Pion blanc sur case blanche g2 · Pion blanc sur case noire h2 · Tour blanche sur case noire a1 · Dame blanche sur case blanche d1 · Roi blanc sur case noire e1 · Tour blanche sur case blanche h1 | Tour noire sur case blanche a8 · Cavalier noir sur case noire b8 · Fou noir sur case blanche c8 · Dame noire sur case noire d8 · Tour noire sur case noire f8 · Roi noir sur case blanche g8 · Pion noir sur case noire a7 · Pion noir sur case blanche b7 · Pion noir sur case noire c7 · Pion noir sur case noire e7 · Pion noir sur case blanche f7 · Fou noir sur case noire g7 · Pion noir sur case blanche h7 · Cavalier noir sur case noire f6 · Pion noir sur case blanche g6 · Pion noir sur case blanche d5 · Pion blanc sur case noire d4 · Fou blanc sur case noire f4 · Cavalier blanc sur case noire c3 · Pion blanc sur case noire e3 · Cavalier blanc sur case blanche f3 · Pion blanc sur case blanche a2 · Pion blanc sur case noire b2 · Pion blanc sur case blanche c2 · Fou blanc sur case blanche e2 · Pion blanc sur case noire f2 · Pion blanc sur case blanche g2 · Pion blanc sur case noire h2 · Tour blanche sur case noire a1 · Dame blanche sur case blanche d1 · Roi blanc sur case noire e1 · Tour blanche sur case blanche h1 | Tour noire sur case blanche a8 · Cavalier noir sur case noire b8 · Fou noir sur case blanche c8 · Dame noire sur case noire d8 · Tour noire sur case noire f8 · Roi noir sur case blanche g8 · Pion noir sur case noire a7 · Pion noir sur case blanche b7 · Pion noir sur case noire c7 · Pion noir sur case noire e7 · Pion noir sur case blanche f7 · Fou noir sur case noire g7 · Pion noir sur case blanche h7 · Cavalier noir sur case noire f6 · Pion noir sur case blanche g6 · Pion noir sur case blanche d5 · Pion blanc sur case noire d4 · Fou blanc sur case noire f4 · Cavalier blanc sur case noire c3 · Pion blanc sur case noire e3 · Cavalier blanc sur case blanche f3 · Pion blanc sur case blanche a2 · Pion blanc sur case noire b2 · Pion blanc sur case blanche c2 · Fou blanc sur case blanche e2 · Pion blanc sur case noire f2 · Pion blanc sur case blanche g2 · Pion blanc sur case noire h2 · Tour blanche sur case noire a1 · Dame blanche sur case blanche d1 · Roi blanc sur case noire e1 · Tour blanche sur case blanche h1 | Tour noire sur case blanche a8 · Cavalier noir sur case noire b8 · Fou noir sur case blanche c8 · Dame noire sur case noire d8 · Tour noire sur case noire f8 · Roi noir sur case blanche g8 · Pion noir sur case noire a7 · Pion noir sur case blanche b7 · Pion noir sur case noire c7 · Pion noir sur case noire e7 · Pion noir sur case blanche f7 · Fou noir sur case noire g7 · Pion noir sur case blanche h7 · Cavalier noir sur case noire f6 · Pion noir sur case blanche g6 · Pion noir sur case blanche d5 · Pion blanc sur case noire d4 · Fou blanc sur case noire f4 · Cavalier blanc sur case noire c3 · Pion blanc sur case noire e3 · Cavalier blanc sur case blanche f3 · Pion blanc sur case blanche a2 · Pion blanc sur case noire b2 · Pion blanc sur case blanche c2 · Fou blanc sur case blanche e2 · Pion blanc sur case noire f2 · Pion blanc sur case blanche g2 · Pion blanc sur case noire h2 · Tour blanche sur case noire a1 · Dame blanche sur case blanche d1 · Roi blanc sur case noire e1 · Tour blanche sur case blanche h1 | Tour noire sur case blanche a8 · Cavalier noir sur case noire b8 · Fou noir sur case blanche c8 · Dame noire sur case noire d8 · Tour noire sur case noire f8 · Roi noir sur case blanche g8 · Pion noir sur case noire a7 · Pion noir sur case blanche b7 · Pion noir sur case noire c7 · Pion noir sur case noire e7 · Pion noir sur case blanche f7 · Fou noir sur case noire g7 · Pion noir sur case blanche h7 · Cavalier noir sur case noire f6 · Pion noir sur case blanche g6 · Pion noir sur case blanche d5 · Pion blanc sur case noire d4 · Fou blanc sur case noire f4 · Cavalier blanc sur case noire c3 · Pion blanc sur case noire e3 · Cavalier blanc sur case blanche f3 · Pion blanc sur case blanche a2 · Pion blanc sur case noire b2 · Pion blanc sur case blanche c2 · Fou blanc sur case blanche e2 · Pion blanc sur case noire f2 · Pion blanc sur case blanche g2 · Pion blanc sur case noire h2 · Tour blanche sur case noire a1 · Dame blanche sur case blanche d1 · Roi blanc sur case noire e1 · Tour blanche sur case blanche h1 | Tour noire sur case blanche a8 · Cavalier noir sur case noire b8 · Fou noir sur case blanche c8 · Dame noire sur case noire d8 · Tour noire sur case noire f8 · Roi noir sur case blanche g8 · Pion noir sur case noire a7 · Pion noir sur case blanche b7 · Pion noir sur case noire c7 · Pion noir sur case noire e7 · Pion noir sur case blanche f7 · Fou noir sur case noire g7 · Pion noir sur case blanche h7 · Cavalier noir sur case noire f6 · Pion noir sur case blanche g6 · Pion noir sur case blanche d5 · Pion blanc sur case noire d4 · Fou blanc sur case noire f4 · Cavalier blanc sur case noire c3 · Pion blanc sur case noire e3 · Cavalier blanc sur case blanche f3 · Pion blanc sur case blanche a2 · Pion blanc sur case noire b2 · Pion blanc sur case blanche c2 · Fou blanc sur case blanche e2 · Pion blanc sur case noire f2 · Pion blanc sur case blanche g2 · Pion blanc sur case noire h2 · Tour blanche sur case noire a1 · Dame blanche sur case blanche d1 · Roi blanc sur case noire e1 · Tour blanche sur case blanche h1 | Tour noire sur case blanche a8 · Cavalier noir sur case noire b8 · Fou noir sur case blanche c8 · Dame noire sur case noire d8 · Tour noire sur case noire f8 · Roi noir sur case blanche g8 · Pion noir sur case noire a7 · Pion noir sur case blanche b7 · Pion noir sur case noire c7 · Pion noir sur case noire e7 · Pion noir sur case blanche f7 · Fou noir sur case noire g7 · Pion noir sur case blanche h7 · Cavalier noir sur case noire f6 · Pion noir sur case blanche g6 · Pion noir sur case blanche d5 · Pion blanc sur case noire d4 · Fou blanc sur case noire f4 · Cavalier blanc sur case noire c3 · Pion blanc sur case noire e3 · Cavalier blanc sur case blanche f3 · Pion blanc sur case blanche a2 · Pion blanc sur case noire b2 · Pion blanc sur case blanche c2 · Fou blanc sur case blanche e2 · Pion blanc sur case noire f2 · Pion blanc sur case blanche g2 · Pion blanc sur case noire h2 · Tour blanche sur case noire a1 · Dame blanche sur case blanche d1 · Roi blanc sur case noire e1 · Tour blanche sur case blanche h1 | Tour noire sur case blanche a8 · Cavalier noir sur case noire b8 · Fou noir sur case blanche c8 · Dame noire sur case noire d8 · Tour noire sur case noire f8 · Roi noir sur case blanche g8 · Pion noir sur case noire a7 · Pion noir sur case blanche b7 · Pion noir sur case noire c7 · Pion noir sur case noire e7 · Pion noir sur case blanche f7 · Fou noir sur case noire g7 · Pion noir sur case blanche h7 · Cavalier noir sur case noire f6 · Pion noir sur case blanche g6 · Pion noir sur case blanche d5 · Pion blanc sur case noire d4 · Fou blanc sur case noire f4 · Cavalier blanc sur case noire c3 · Pion blanc sur case noire e3 · Cavalier blanc sur case blanche f3 · Pion blanc sur case blanche a2 · Pion blanc sur case noire b2 · Pion blanc sur case blanche c2 · Fou blanc sur case blanche e2 · Pion blanc sur case noire f2 · Pion blanc sur case blanche g2 · Pion blanc sur case noire h2 · Tour blanche sur case noire a1 · Dame blanche sur case blanche d1 · Roi blanc sur case noire e1 · Tour blanche sur case blanche h1 | 2 |
| 1 | Tour noire sur case blanche a8 · Cavalier noir sur case noire b8 · Fou noir sur case blanche c8 · Dame noire sur case noire d8 · Tour noire sur case noire f8 · Roi noir sur case blanche g8 · Pion noir sur case noire a7 · Pion noir sur case blanche b7 · Pion noir sur case noire c7 · Pion noir sur case noire e7 · Pion noir sur case blanche f7 · Fou noir sur case noire g7 · Pion noir sur case blanche h7 · Cavalier noir sur case noire f6 · Pion noir sur case blanche g6 · Pion noir sur case blanche d5 · Pion blanc sur case noire d4 · Fou blanc sur case noire f4 · Cavalier blanc sur case noire c3 · Pion blanc sur case noire e3 · Cavalier blanc sur case blanche f3 · Pion blanc sur case blanche a2 · Pion blanc sur case noire b2 · Pion blanc sur case blanche c2 · Fou blanc sur case blanche e2 · Pion blanc sur case noire f2 · Pion blanc sur case blanche g2 · Pion blanc sur case noire h2 · Tour blanche sur case noire a1 · Dame blanche sur case blanche d1 · Roi blanc sur case noire e1 · Tour blanche sur case blanche h1 | Tour noire sur case blanche a8 · Cavalier noir sur case noire b8 · Fou noir sur case blanche c8 · Dame noire sur case noire d8 · Tour noire sur case noire f8 · Roi noir sur case blanche g8 · Pion noir sur case noire a7 · Pion noir sur case blanche b7 · Pion noir sur case noire c7 · Pion noir sur case noire e7 · Pion noir sur case blanche f7 · Fou noir sur case noire g7 · Pion noir sur case blanche h7 · Cavalier noir sur case noire f6 · Pion noir sur case blanche g6 · Pion noir sur case blanche d5 · Pion blanc sur case noire d4 · Fou blanc sur case noire f4 · Cavalier blanc sur case noire c3 · Pion blanc sur case noire e3 · Cavalier blanc sur case blanche f3 · Pion blanc sur case blanche a2 · Pion blanc sur case noire b2 · Pion blanc sur case blanche c2 · Fou blanc sur case blanche e2 · Pion blanc sur case noire f2 · Pion blanc sur case blanche g2 · Pion blanc sur case noire h2 · Tour blanche sur case noire a1 · Dame blanche sur case blanche d1 · Roi blanc sur case noire e1 · Tour blanche sur case blanche h1 | Tour noire sur case blanche a8 · Cavalier noir sur case noire b8 · Fou noir sur case blanche c8 · Dame noire sur case noire d8 · Tour noire sur case noire f8 · Roi noir sur case blanche g8 · Pion noir sur case noire a7 · Pion noir sur case blanche b7 · Pion noir sur case noire c7 · Pion noir sur case noire e7 · Pion noir sur case blanche f7 · Fou noir sur case noire g7 · Pion noir sur case blanche h7 · Cavalier noir sur case noire f6 · Pion noir sur case blanche g6 · Pion noir sur case blanche d5 · Pion blanc sur case noire d4 · Fou blanc sur case noire f4 · Cavalier blanc sur case noire c3 · Pion blanc sur case noire e3 · Cavalier blanc sur case blanche f3 · Pion blanc sur case blanche a2 · Pion blanc sur case noire b2 · Pion blanc sur case blanche c2 · Fou blanc sur case blanche e2 · Pion blanc sur case noire f2 · Pion blanc sur case blanche g2 · Pion blanc sur case noire h2 · Tour blanche sur case noire a1 · Dame blanche sur case blanche d1 · Roi blanc sur case noire e1 · Tour blanche sur case blanche h1 | Tour noire sur case blanche a8 · Cavalier noir sur case noire b8 · Fou noir sur case blanche c8 · Dame noire sur case noire d8 · Tour noire sur case noire f8 · Roi noir sur case blanche g8 · Pion noir sur case noire a7 · Pion noir sur case blanche b7 · Pion noir sur case noire c7 · Pion noir sur case noire e7 · Pion noir sur case blanche f7 · Fou noir sur case noire g7 · Pion noir sur case blanche h7 · Cavalier noir sur case noire f6 · Pion noir sur case blanche g6 · Pion noir sur case blanche d5 · Pion blanc sur case noire d4 · Fou blanc sur case noire f4 · Cavalier blanc sur case noire c3 · Pion blanc sur case noire e3 · Cavalier blanc sur case blanche f3 · Pion blanc sur case blanche a2 · Pion blanc sur case noire b2 · Pion blanc sur case blanche c2 · Fou blanc sur case blanche e2 · Pion blanc sur case noire f2 · Pion blanc sur case blanche g2 · Pion blanc sur case noire h2 · Tour blanche sur case noire a1 · Dame blanche sur case blanche d1 · Roi blanc sur case noire e1 · Tour blanche sur case blanche h1 | Tour noire sur case blanche a8 · Cavalier noir sur case noire b8 · Fou noir sur case blanche c8 · Dame noire sur case noire d8 · Tour noire sur case noire f8 · Roi noir sur case blanche g8 · Pion noir sur case noire a7 · Pion noir sur case blanche b7 · Pion noir sur case noire c7 · Pion noir sur case noire e7 · Pion noir sur case blanche f7 · Fou noir sur case noire g7 · Pion noir sur case blanche h7 · Cavalier noir sur case noire f6 · Pion noir sur case blanche g6 · Pion noir sur case blanche d5 · Pion blanc sur case noire d4 · Fou blanc sur case noire f4 · Cavalier blanc sur case noire c3 · Pion blanc sur case noire e3 · Cavalier blanc sur case blanche f3 · Pion blanc sur case blanche a2 · Pion blanc sur case noire b2 · Pion blanc sur case blanche c2 · Fou blanc sur case blanche e2 · Pion blanc sur case noire f2 · Pion blanc sur case blanche g2 · Pion blanc sur case noire h2 · Tour blanche sur case noire a1 · Dame blanche sur case blanche d1 · Roi blanc sur case noire e1 · Tour blanche sur case blanche h1 | Tour noire sur case blanche a8 · Cavalier noir sur case noire b8 · Fou noir sur case blanche c8 · Dame noire sur case noire d8 · Tour noire sur case noire f8 · Roi noir sur case blanche g8 · Pion noir sur case noire a7 · Pion noir sur case blanche b7 · Pion noir sur case noire c7 · Pion noir sur case noire e7 · Pion noir sur case blanche f7 · Fou noir sur case noire g7 · Pion noir sur case blanche h7 · Cavalier noir sur case noire f6 · Pion noir sur case blanche g6 · Pion noir sur case blanche d5 · Pion blanc sur case noire d4 · Fou blanc sur case noire f4 · Cavalier blanc sur case noire c3 · Pion blanc sur case noire e3 · Cavalier blanc sur case blanche f3 · Pion blanc sur case blanche a2 · Pion blanc sur case noire b2 · Pion blanc sur case blanche c2 · Fou blanc sur case blanche e2 · Pion blanc sur case noire f2 · Pion blanc sur case blanche g2 · Pion blanc sur case noire h2 · Tour blanche sur case noire a1 · Dame blanche sur case blanche d1 · Roi blanc sur case noire e1 · Tour blanche sur case blanche h1 | Tour noire sur case blanche a8 · Cavalier noir sur case noire b8 · Fou noir sur case blanche c8 · Dame noire sur case noire d8 · Tour noire sur case noire f8 · Roi noir sur case blanche g8 · Pion noir sur case noire a7 · Pion noir sur case blanche b7 · Pion noir sur case noire c7 · Pion noir sur case noire e7 · Pion noir sur case blanche f7 · Fou noir sur case noire g7 · Pion noir sur case blanche h7 · Cavalier noir sur case noire f6 · Pion noir sur case blanche g6 · Pion noir sur case blanche d5 · Pion blanc sur case noire d4 · Fou blanc sur case noire f4 · Cavalier blanc sur case noire c3 · Pion blanc sur case noire e3 · Cavalier blanc sur case blanche f3 · Pion blanc sur case blanche a2 · Pion blanc sur case noire b2 · Pion blanc sur case blanche c2 · Fou blanc sur case blanche e2 · Pion blanc sur case noire f2 · Pion blanc sur case blanche g2 · Pion blanc sur case noire h2 · Tour blanche sur case noire a1 · Dame blanche sur case blanche d1 · Roi blanc sur case noire e1 · Tour blanche sur case blanche h1 | Tour noire sur case blanche a8 · Cavalier noir sur case noire b8 · Fou noir sur case blanche c8 · Dame noire sur case noire d8 · Tour noire sur case noire f8 · Roi noir sur case blanche g8 · Pion noir sur case noire a7 · Pion noir sur case blanche b7 · Pion noir sur case noire c7 · Pion noir sur case noire e7 · Pion noir sur case blanche f7 · Fou noir sur case noire g7 · Pion noir sur case blanche h7 · Cavalier noir sur case noire f6 · Pion noir sur case blanche g6 · Pion noir sur case blanche d5 · Pion blanc sur case noire d4 · Fou blanc sur case noire f4 · Cavalier blanc sur case noire c3 · Pion blanc sur case noire e3 · Cavalier blanc sur case blanche f3 · Pion blanc sur case blanche a2 · Pion blanc sur case noire b2 · Pion blanc sur case blanche c2 · Fou blanc sur case blanche e2 · Pion blanc sur case noire f2 · Pion blanc sur case blanche g2 · Pion blanc sur case noire h2 · Tour blanche sur case noire a1 · Dame blanche sur case blanche d1 · Roi blanc sur case noire e1 · Tour blanche sur case blanche h1 | 1 |
|   | a | b | c | d | e | f | g | h |   |

L'attaque Barry est une ouverture au jeu d'échecs.  Elle permet de contrer les noirs lorsqu'ils souhaitent jouer la défense est-indienne après 1. d4 Cf6 2. Cf3 g6.  
L'attaque Barry débute par les coups 1. d4 Cf6 2. Cf3 g6 3. Cc3 d5 4. Ff4 Fg7 5. e3 O-O 6. Fe2 (voir diagramme).
Un plan des blancs est de jouer Ce5 puis d'avancer le pion h en h4 et h5.
L'attaque Barry est classée suivant le code ECO D00 (débuts fermés).

## Exemples de parties
Pira-Hebden, Séville, 1987
1. d4 Cf6 2. Cf3 g6 3. Cc3 d5 4. Ff4 Fg7 5. e3 0-0 6. Fe2 c5 7. Ce5 b6?! (...Cc6 est meilleur, car les noirs doivent mettre le plus de pression possible sur le centre blanc) 8. h4 Fa6 9. Ff3 Fb7 10. h5 Cbd7 11. hxg6 fxg6 12. Fg4 Cxg4 13. Dxg4 Tf5 14. Dh3 Cf8 15.g4 Txf4 (les noirs donnent la qualité pour avoir du contre-jeu) 16. exf4 cxd4 17. Ce2 g5 18. Dh5 Dd6 19. Df7+ Rh8 20. 0-0-0 Fxe5 21. fxe5 Dxe5 22. Cxd4 Dg7 23. Dxg7+ Rxg7.
Les blancs ont un avantage presque décisif et gagnèrent, après quelques imprécisions de la part des deux camps, au 61e coup.
Après cette défaite, Mark Hebden devint l'un des plus grands spécialistes et théoriciens de l'attaque Barry.
Blatny-Fette, Vienne, 1991
1. d4 Cf6 2. Cf3 g6 3. Cc3 d5 4. Ff4 Fg7 5. e3 Fg4 6. Fe2 c6 (l'attaque Barry est particulièrement efficace quand les noirs adoptent un plan lent) 7. Ce5 Fxe2 8. Dxe2 Cbd7 9. 0-0-0 0-010. h4 Da5?! (...Ch5 ou encore ...Ce4 sont meilleurs) 11. h5 Cxe5 12. dxe5 Ce4 13. hxg6 Cxc3 14. Dh5 (les blancs n'ont pas à s'inquiéter de l'attaque des noirs...) Cxa2+ 15. Rb1 fxg6 16. Dxh7+ Rf7 17. Fh6 Tg8 18. Th4 g5 19. Fxg7 gxh4 20. Ff6+ Re6 21. Dxe7+ Rf5 22. Dh7+ Re6 23 e4 1-0 (les menaces sont De7# et Df5+).
L'une des meilleures façons de lutter avec les noirs contre l'attaque Barry est d'exercer le plus de pression possible sur le centre blanc. Dans ce cas là, le plan standard des blancs ne fonctionne pas. En voici un exemple :
Bank-Jensen, Arhus, 1993
1. d4 Cf6 2. Cf3 g6 3. Cc3 d5 4. Ff4 Fg7 5. e3 0-0 6. Fe2 c5 7. Ce5 Cc6 8. Dd2 Da5 9. h4 Cd7 10. 0-0-0? Cdxe5 11. dxe5 d4 (c'est à cause des percées centrales de ce type que le plan des blancs fonctionne moins bien) 12. exd4 cxd4 13. Cb1 Dxa2 14. h5 Ff5 15. Fd3 Fxd3 16. Dxd3 Tac8 17  hxg6 fxg6 18. Fd2 Cxe5 19. Db5 a6 0-1 (les blancs ont 2 pions de moins et doivent faire face aux menaces ...d3 et ...Cc4).
Mark Hebden-John Nunn, tournoi de Hastings, 1997-1998
1. d4 Cf6 2. Cf3 g6 3. Cc3 d5 4. Ff4 Fg7 5. e3 0-0 6. Fe2 c5 7. Ce5 cxd4 8. exd4 Cfd7 9. Cf3 Cf6 10. Ce5 Cfd7 11. Cf3 Cf6 12. Dd2 Fg4 13. Ce5 Fxe2 14. Dxe2 Ch5 15. Fe3 Cc6 16.0-0-0  Tc8 17. f4 Cf6 18. g4 Da5 19. a3 Cxe5 20. fxe5 Txc3 21. exf6 Tfc8 22. Rb1 Txc2 Txc2 23. Td2   1-0.